# グレートリセット

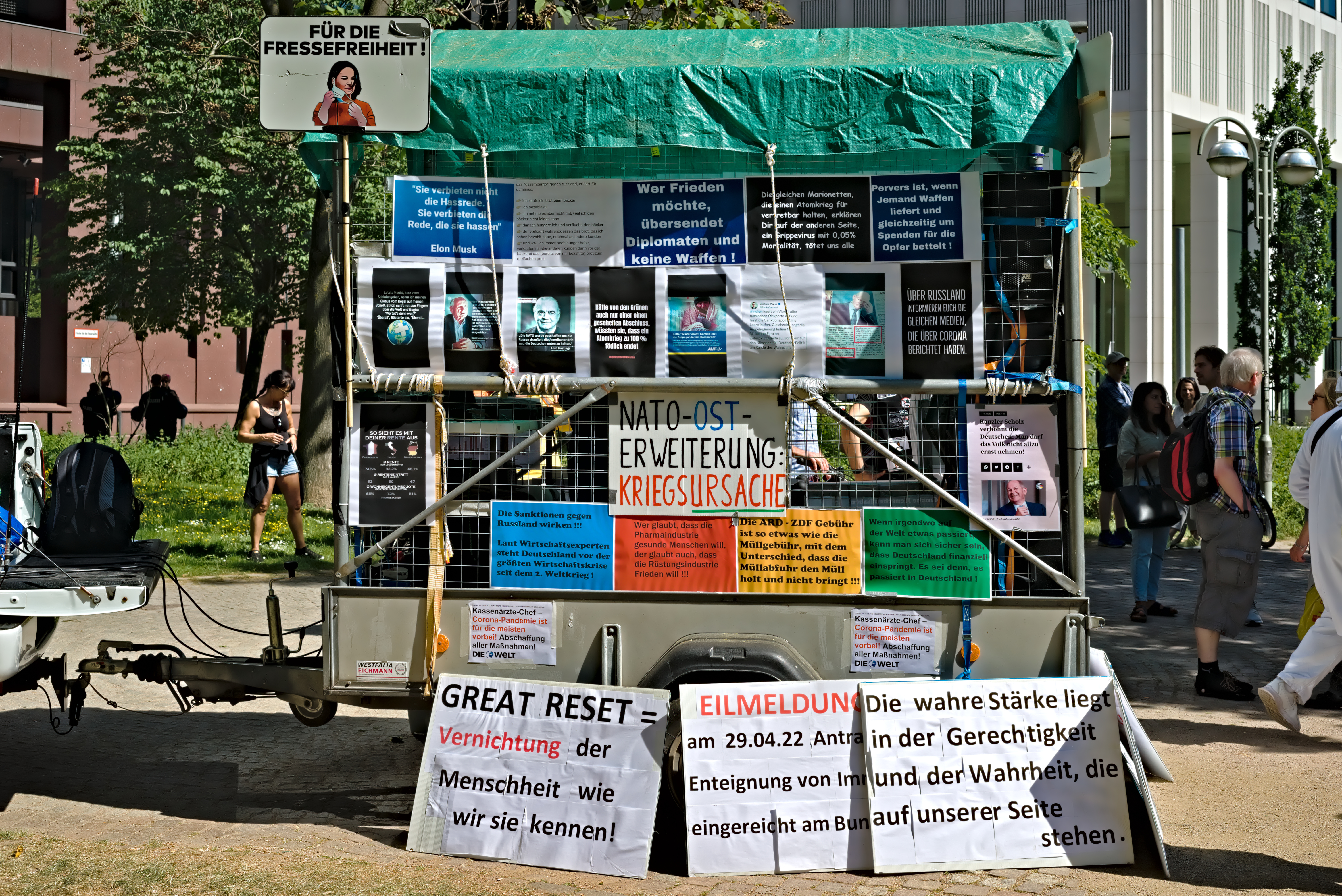

グレートリセット（Great Reset）は、2020年6月に開催された世界経済フォーラム（WEF）の第50回年次総会の名称である。この会議において、COVID-19のパンデミックからの復興や、より公平で持続可能な社会の実現にのための発表がされ、それ以降は「現在の社会を構成する金融や社会経済などのさまざまなシステムを一度すべてリセットし、再構築すること」という意味で用いられている。

## 解説
世界的な危機にある COVID-19 のパンデミック後の社会と経済再建を目的として、チャールズ3世（当時皇太子）とWEFがこの会議を招集した。この会議において、著名な経済界の人々や政治家が一堂に集った。
この会議において、WEF の最高経営責任者であるクラウス・シュワブは、グレートリセットにおける 3 つの主要な要素を説明した。第一の要素は「利害関係者の経済」に向けての条件整備であり、第二の要素は環境や社会、ガバナンス（ESG）の指標に基づく、より「弾力的で公平、かつ持続可能」な方法での建設、つまり、より環境に優しい公共インフラを創り上げるプロジェクトであるということ、第三の要素は公共の利益のために「第四次産業革命の先進性」を利用すること、であると説明している。
この会議の開会における基調講演では、国際通貨基金の理事長 Kristalina Georgieva は、持続可能な対応に向けての 3 つの主要な側面を指摘した。それは、緑の成長、スマートな成長、公平な成長の 3 つである。
グレートリセットというプロジェクトの立ち上げ式において、チャールズ皇太子は、主要な行動領域というものを挙げたが、それは 2020 年 1 月に導入された「持続可能な市場イニシアティブ」で挙げられたものと同様であった。その中には、科学・技術・発明の再活性化、世界的な二酸化炭素排出ゼロへの移行、炭素への価格設定の導入、長年の社会的誘因構造の再発明、さらに多くの環境投資を含む投資収支の調整、環境に配慮した社会資本プロジェクトの奨励、などが含まれていた。
2020年6月、2021年1月の第50回世界経済フォーラム年次総会のテーマとして「グレートリセット」が発表された。その時の会議はスイスのダボスで開かれ、オンラインあるいは直に出席する方法との両方で世界的な指導者たちが世界中の 400 都市をネットワークを通じてつながった。
グレートリセットは 2021年5月にルツェルン (Lucerne) で行われた WEF のサミットでも主要議題となるはずだったが、2022 年に延期された。
一般的に世界経済フォーラムは、地球規模で扱われる現在の世界では複数の国家にまたがる企業や政府機関、市民の社会的組織（CSOs）によって自主的に組織された共同体によって最も上手く管理されると考えている。
金融危機や COVID-19 パンデミックなどをはじめとした世界的に不安定性な時代にこそ、まさにその実践を行う絶好の機会であると捉えている。
その経済的なグレートリセット意味では、アメリカ、EU各国、日本、アジアなどで、COVID-19 パンデミックで拠出した補助金、及び公共投資で、赤字国債などの各国の借金がかつてない程、巨額に膨らみ返済不可能な状態なっており、その状態を解消する為の金融リセット（人工的なインフレ（＝通貨価値の下落）など起こす事）により、国債価格の暴落を起こし、赤字負債をゼロ近くまで減らし、各国がかかえる借金の解消する為、手段の一つとして用いられるとされる。
この各国の膨大な借入金赤字は、政治的な対応では困難（政治家が緊縮財政への転換で、公共事業の停止と、公務員の削減・解雇によりデフレが進み、企業の求人と雇用数が減ることによる経済の縮小が顕著に表れるため、現政権の支持率の低下による政治的な混乱を、政治家自身が嫌い回避しようとする為）である為、国民への補助金の継続と公共事業への投資を、赤字国債の膨大な発行で継続を、各国の政治家が望むため、西側経済圏での経済的な物価インフレ（＝通貨下落）を、各国合意のもと計画的に継続して、各国通貨の全体的な下落を通じて、各国通貨価値に連動した赤字国債価値の下落が起こることにより、各国の財政の健全化（赤字国債下落＝各国の借金の削減＝各国の財政の健全化）を、進めることを、経済面でのグレートリセットと呼ぶ。
（この計画的な経済的なグレートリセットを起こす事で、経済的、政治的には、ハードランディングではなく、ソフトランディングで、各国の財政の健全化を進めようとする目的もあり、（各国の政治家は、計画的なインフレの実行と同時に、国民の批判回避のために、国民に通貨下落の一部を補助金として支給したり、通貨下落によるエネルギー高騰を補助金として緩和する政策により、国民の反発を抑える政策とる事になる。）
この経済的グレートリセット後の各国の対応策として、下落が考えられる他国の国債（米国債など）を売却し、その資金で、現物資産としての希少貴金属の純金（GOLD）、純銀（シルバー）を代わりに購入して、自国の保全に努める案なとも模索されている。
ニューヨークタイムズ、BBC ニュース、ガーディアン、ルドボワール、カナダ放送協会によれば、アメリカの極右派や保守派によって広められた陰謀論はグレートリセットフォーラムの開始時に急増した。そして、アメリカ大統領ジョー・バイデン、ニュージーランド首相ジャシンダ・アルダーン、カナダ首相ジャスティン・トルドーなどの指導者が演説の中で「リセット」に基づく考えを取り入れたことで、熱を帯びるようになったとされている。2020年11月22日のBBCの記事では、「世界経済をコントロールし世界支配を目論むリーダーたちがパンデミックを意図的に企てた」というこの陰謀論のファクトチェックを行い、この理論はフェイクニュースであることを報じた。この陰謀論の支持者・拡散者は、キャンディス・オーウェンズ、グレン・ベック、フォックスニュースホストのen:Laura Ingraham, ショーン・ハニティー、タッカー・カールソン、そしてen:Paul Joseph Watson、数々の陰謀論で有罪判決を受けているアレックス・ジョーンズ、ポーリン・ハンソン、en:James Delingpoleなどである。これらの人物は、反コロナ・ロックダウンや反SDGsで陰謀論としての新世界秩序の支持者も多い。この陰謀論が投稿された媒体は、Twitterや8kunなどである。